# Marie McDonald
Marie McDonald, pseudonimo di Cora Marie Frye, soprannominata The Body (Burgin, 6 luglio 1923 – Calabasas, 21 ottobre 1965), è stata un'attrice e cantante statunitense.

## Biografia
Nata nello stato del Kentucky, prima di intraprendere la carriera cinematografica vinse alcuni concorsi di bellezza, lavorò come modella e poi come cantante nell'orchestra di Tommy Dorsey.
Dopo una parentesi con la casa produttrice Universal Pictures, per la quale apparve, fra gli altri, nel film commedia Gli eroi dell'isola (1942), fu messa sotto contratto dalla Paramount per il film Il disertore (1942), accanto ad Alan Ladd.
L'anno successivo approdò alla Republic Pictures, dove apparve in alcuni B movie, e divenne una delle più conosciute pin up, popolare tra i soldati americani durante il periodo della seconda guerra mondiale grazie alla sua avvenenza, che le valse il soprannome di The Body.
Nel 1947 fu scritturata dalla MGM per il musical Living in a Big Way, nel quale recitò accanto a Gene Kelly, dopodiché passò alla Columbia Pictures per la commedia Nessuna pietà per i mariti (1949). La sua carriera andò declinando, con apparizioni sempre più sporadiche, fino all'ultimo film, Promesse, promesse, una sex comedy girata nel 1963.
Morì nel 1965, all'età di 42 anni, per una dose eccessiva di barbiturici. È sepolta al Forest Lawn Memorial Park Cemetery a Glendale, stato della California.

## Vita privata
Marie McDonald ebbe una vita sentimentale turbolenta e si sposò sette volte con sei uomini:
- Richard Allord (1940–1940)
- Victor M. Orsatti (1943–1947)
- Harry Karl ( 1947–1954, 1955-1958)
- Louis Bass (1959–1960)
- Edward F. Callahan (1962–1963)
- Donald F. Taylor (1963–1965)

## Filmografia
- La prima è stata Eva (It Started with Eve), regia di Henry Koster (1941) non accreditata
- You're Telling Me, regia di Charles Lamont (1942) (non accreditata)
- Trumpet Serenade, regia di Reginald Le Borg (1942)
- Gli eroi dell'isola (Pardon My Sarong), regia di Erle C. Kenton (1942)
- Il disertore (Lucky Jordan), regia di Frank Tuttle (1942)
- Tornado, regia di William Berke (1943)
- A Scream in the Dark, regia di George Sherman (1943)
- Riding High, regia di George Marshall (1943)
- Caribbean Romance, regia di Lester Fuller (1943)
- Tutto esaurito (Standing Room Only), regia di Sidney Lanfield (1944) (non accreditata)
- I Love a Soldier, regia di Mark Sandrich (1944)
- Our Hearts Were Young and Gay, regia di Lewis Allen (1944) (non accreditata)
- Veleno in paradiso (Guest in the House), regia di John Brahm (1944)
- Amore sotto zero (It's a Pleasure), regia di William A. Seiter (1945)
- Nozze agitate (Getting Gertie's Garter), regia di Allan Dwan (1945)
- Living in a Big Way, regia di Gregory La Cava (1947)
- Nessuna pietà per i mariti (Tell It to the Judge), regia di Norman Foster (1949)
- Lo sfruttatore (Once a Thief), regia di W. Lee Wilder (1950)
- Hit Parade of 1951, regia di John H. Auer (1950)
- Il ponticello sul fiume dei guai (The Geisha Boy), regia di Frank Tashlin (1958)
- Promesse, promesse (Promises! Promises!), regia di King Donovan (1963)